# سجل إصابات العين في الولايات المتحدة
سجل إصابات العين في الولايات المتحدة (بالإنجليزية: United States Eye Injury Registry) هي قاعدة بيانات وطنية أمريكية لإصابات العين. تقوم المنظمة بجمع البيانات بطريقة موحدة ومشاركة البيانات عبر قاعدة بيانات مشتركة.

## روابط خارجية
- الموقع الرسمي.